# ذا بويز (فرقة كورية جنوبية)
ذا بويز (بالكورية: 더보이즈)؛ هي فرقة فتيان كورية جنوبية تأسست في 2017.

## روابط خارجية
ذا بويز على موقع ميوزك برينز (الإنجليزية)
- ذا بويز على موقع ديسكوغز (الإنجليزية)